# Pétur Ormslev
Pétur Úlfar Ormslev (født 28. juli 1958) er en islandsk tidligere fodboldspiller (midtbane) og -træner. Han spillede 41 kampe og scorede fem mål for Islands landshold i perioden 1979-1991.
Þórarinsson spillede størstedelen af sin karriere i hjemlandet, hvor han repræsenterede Fram i Reykjavík. Han vandt tre islandske mesterskaber og fem pokaltitler med klubben. Han tilbragte også tre sæsoner i Vesttyskland hos Bundesliga-klubben Fortuna Düsseldorf.

## Titler
Islandsk mesterskab
- 1986, 1988 og 1990 med Fram

Islandsk pokal
- 1979, 1980, 1985, 1987 og 1989 med Fram